# Luigi Cadorin
Luigi Cadorin (Vazzola, 26 gennaio 1895 – Asmara, 1940) è stato un militare italiano, insignito della medaglia d'oro al valor militare alla memoria nel corso delle operazioni di controguerriglia in Africa Orientale Italiana.

## Biografia
Nacque a Vazzola il 26 gennaio 1895, figlio di Angelo e di Matilde De Sandre.
Studente all'Accademia di belle arti di Venezia, abbandonò gli studi per arruolarsi, nel maggio 1915, come semplice soldato del Regio Esercito, in forza al 68º Reggimento fanteria. Ferito una prima volta nel dicembre ritornava in zona di operazioni col 130º Reggimento fanteria. Frequentato un corso allievi ufficiali presso il XX Corpo d'armata, veniva nominato aspirante nel dicembre 1916, assegnato al 3º Reggimento fanteria passando, in seguito, al 239º Reggimento fanteria. Divenuto sottotenente dal 1º gennaio 1917 e tenente dal 1º ottobre lasciava la zona di guerra nell'ottobre dell'anno successivo. Collocato in congedo nel 1919, decorato con due medaglie d'argento, una di bronzo e una croce al merito di guerra, dopo un anno e mezzo rientrò in servizio attivo ottenendo la nomina a tenente in servizio permanente effettivo nel novembre del 1921 e con Regio Decreto del 4 febbraio 1923 era stato promosso capitano per meriti di guerra con anzianità 1918. Prestava poi servizio al 35º Reggimento fanteria, al Comando della Divisione di Bologna, e alla Scuola Centrale di Fanteria di Civitavecchia. Nel gennaio del 1931 fu assegnato al Regio corpo truppe coloniali d'Eritrea, e una volta sbarcato a Massaua veniva assegnato al III Battaglione eritreo "Galliano" del quale assumeva il comando con la promozione a maggiore. Prese parte alla guerra d'Etiopia e alle successive operazioni di controguerriglia, venendo decorato con ulteriori tre medaglie d'argento e due di bronzo al valor militare. Cadde in combattimento nel 1940, alla vigilia dell'entrata in guerra del Regno d'Italia, e fu insignito della medaglia d'oro al valor militare alla memoria.
Dopo la grande guerra si iscrisse all'istituto nazionale per la Guardia d'Onore delle Reali Tombe del Pantheon nella delegazione di Treviso. Al suo nome è intitolata la caserma del 33º Reggimento di guerra elettronica di Treviso.